# بلدة بريدجبورت تشارتر (ميشيغان)
بريدجبورت تشارتر (بالإنجليزية: Bridgeport Charter Township, Michigan)‏ هي بلدة تقع بولاية ميشيغان في الولايات المتحدة. تبلغ مساحتها 89.9 (كم²)، وترتفع عن سطح البحر 179 م، بلغ عدد سكانها 10514 نسمة في عام تعداد الولايات المتحدة 2010 حسب إحصاء مكتب تعداد الولايات المتحدة وتصل الكثافة السكانية فيها 130.6 نسمة/كم2.

## وصلات خارجية
- - The US50 - Cities and Towns in Michigan State
- Michigan Cities and Towns, Facts, Map, Flag, Colleges, Government, and More